# James Ryan (rugby à XV, 1996)
Pour les articles homonymes, voir James Ryan et Ryan.

a Compétitions nationales et continentales officielles uniquement.

b Matchs officiels uniquement.
Dernière mise à jour le 4 août 2025.
James Ryan, né le 24 juillet 1996 à Blackrock (Irlande), est joueur international irlandais de rugby à XV, jouant au poste de deuxième ligne au Leinster Rugby depuis 2016 et en équipe d'Irlande depuis 2017.

## Biographie

### Carrière avec le Leinster
James Ryan rejoint l'académie du Leinster à partir de la saison 2016-2017, alors qu'il est le capitaine de l'équipe d'Irlande des moins de 20 ans. Cette saison, il joue quelques matchs de British and Irish Cup avec l'équipe réserve, le Leinster A.
Il fait ses débuts avec l'équipe senior le 2 septembre 2017, à l'occasion de la première journée de Pro14 de la saison 2017-2018, face aux Dragons. Il entre en jeu à la 58e minute à la place de Devin Toner et son équipe s'impose 16 à 39. Deux semaines plus tard, il est titulaire pour la première fois, face aux Southern Kings lors d'une victoire 31 à 10 en championnat. Pour sa première saison, il participe à quatorze rencontres toutes compétitions confondues, dont dix en tant que titulaire. Il se qualifie dans un premier temps en finale de la Coupe d'Europe après avoir éliminé les Saracens et les Scarlets. Durant la finale, face au Racing 92, il est titulaire en deuxième ligne accompagné par Devin Toner et bat les Français 15 à 12. Il remporte ainsi le premier titre de sa carrière. De même en championnat, son équipe atteint la finale du Pro14 où elle affronte les Gallois des Scarlets. Ryan est encore une fois titulaire et le Leinster s'impose 40 à 32.
Lors de la saison 2018-2019, il joue seize matchs toutes compétitions confondues, tous en tant que titulaire et inscrit un essai. Le Leinster se qualifie pour les phases finale de championnat auxquelles il participe. Sa province atteint la finale, où elle affronte les Écossais de Glasgow. Il est titulaire pour cette finale et son équipe s'impose sur le score de 15 à 18. Aussi, le Leinster atteint la finale de la Coupe d'Europe où il affronte les Saracens. Il est également titulaire mais les Irlandais sont battus 20 à 10.
La saison suivante, en 2019-2020, le Leinster atteint de nouveau la finale du Pro14 où il affronte l'Ulster. James Ryan est titulaire, et les siens s'imposent sur le score de 27 à 5,. De même, durant la saison 2020-2021 sa province atteint encore la finale du Pro14. Cette fois, face au Munster, Ryan n'est cependant pas dans le groupe pour ce match, à cause d'une commotion. Son équipe l'emporte une fois de plus, sur le score de 16 à 6,. Il remporte ainsi le Pro14 pour la quatrième saison consécutive.
En 2021-2022, il joue au total huit matchs sans marquer d'essais. Sa province se qualifie dans un premier temps en finale de la Coupe d'Europe après avoir éliminé le Connacht, Leicester et le Stade toulousain. En finale, face au Stade rochelais, il est titulaire en deuxième ligne avec Ross Molony. Il joue toute la rencontre mais son équipe est battue sur le score de 21 à 24. En United Rugby Championship, le Leinster est éliminé en demi-finale par l'équipe sud-africaine des Bulls. Encore une fois en 2022-2023, son équipe est dans un premier temps éliminée en demi-finale du United Rugby Championship par le Munster qui remportera la compétition. Toutefois, la province se qualifie en finale de la Champions Cup où elle affronte le Stade rochelais pour la seconde année consécutive. Pour cette rencontre, Ryan est titulaire en deuxième ligne accompagné par Molony, mais les Rochelais l'emportent une fois de plus, sur le score de 27 à 26. Il perd ainsi sa deuxième finale dans la compétition en deux ans,. En fin de saison, en avril 2023, il prolonge son contrat avec le Leinster de deux ans, soit jusqu'en 2025,.
Durant la saison 2024-2025, il remporte la finale du United Rugby Championship en battant les Sud-Africains des Bulls sur le score de 32 à 7. Il s'agit du premier titre gagné par le Leinster depuis 2021, après de nombreuses finales perdues.

### Carrière internationale
James Ryan est appelé pour la première fois en équipe d'Irlande lors de la tournée d'été 2017 aux États-Unis et au Japon. Le 10 juin 2017, contre les États-Unis, il fait ses débuts en équipe nationale lorsqu'il entre en jeu à la place de Quinn Roux. Il marque par la même occasion le premier essai de sa carrière. Il devient alors le premier joueur irlandais, depuis Michael Bent en 2012, à faire ses débuts en équipe d'Irlande senior avant de faire ses débuts en province.
En novembre 2017 il prend part à deux des trois matchs d'automne 2017 face à l'Afrique du Sud, et l'Argentine. Puis, il est sélectionné pour le Tournoi des Six Nations 2018. Il joue quatre des cinq matchs du tournoi en étant titulaire à chaque fois, manquant seulement la rencontre face à l'Italie à cause d'une blessure à l'aine. L'Irlande remporte tous ses matchs et réalise ainsi le Grand Chelem. Il s'agit du premier titre en sélection nationale pour James Ryan. Durant l'été 2018, il participe à la tournée d'été de son pays en Australie. Il joue les trois matchs de la tournée et participe ainsi à la première victoire de son pays en Australie depuis 1979.
Il participe à deux matchs amicaux en novembre 2018, face à l'Argentine et la Nouvelle-Zélande. Puis, il est appelé pour le Tournoi des Six Nations 2019. Il débute quatre matchs de la compétition et l'Irlande termine en troisième position.
En septembre 2019 il est retenu par Joe Schmidt pour participer pour la première fois de sa carrière à la Coupe du monde 2019. Il joue trois matchs de poule, puis est titulaire en quarts de finale face à la Nouvelle-Zélande qui élimine l'Irlande de la compétition (défaite 46-14). Il est ensuite convoqué pour le Tournoi des Six Nations 2020, durant lequel il est titularisé pour les cinq rencontres. L'Irlande termine troisième. Il est de nouveau sélectionné pour les Tournois des Six Nations 2021 et 2022.
Début janvier 2023, il est convoqué en équipe d'Irlande par Andy Farrell pour disputer le Tournoi des Six Nations. Il joue les cinq matchs du tournoi en tant que titulaire, marque deux essais et l'Irlande remporte la compétition en réalisant le Grand Chelem. Il réalise un bon tournoi lui permettant d'être retenu dans l'équipe type de la compétition,.
Fin mai 2023, il est présélectionné dans un groupe de 42 joueurs pour préparer la Coupe du monde 2023 avec son pays,.
En janvier 2024, il est sélectionné pour le Tournoi des Six Nations.
Début mai 2025, il est convoqué pour la tournée des Lions britanniques et irlandais en Australie. Il honore sa première sélection avec cette équipe face à l'Australie le 26 juillet suivant. 

## Statistiques

### En province
| Saison         | Club           | Championnat               | Championnat | Championnat | Coupe d'Europe | Coupe d'Europe | Coupe d'Europe |
| Saison         | Club           | Compétition               | Matchs      | Essais      | Compétition    | Matchs         | Essais         |
| -------------- | -------------- | ------------------------- | ----------- | ----------- | -------------- | -------------- | -------------- |
| 2017-2018      | Leinster       | Pro14                     | 6           | -           | Coupe d'Europe | 9              | 1              |
| 2018-2019      | Leinster       | Pro14                     | 7           | -           | Coupe d'Europe | 9              | 1              |
| 2019-2020      | Leinster       | Pro14                     | 2           | -           | Coupe d'Europe | 6              | -              |
| 2020-2021      | Leinster       | Pro14                     | 4           | -           | Coupe d'Europe | 3              | -              |
| 2020-2021      | Leinster       | Pro14 Rainbow Cup         | 4           | 1           | Coupe d'Europe | 3              | -              |
| 2021-2022      | Leinster       | United Rugby Championship | 5           | -           | Coupe d'Europe | 3              | -              |
| 2022-2023      | Leinster       | United Rugby Championship | 7           | -           | Champions Cup  | 7              | 1              |
| Total Leinster | Total Leinster | Total Leinster            | 35          | 1           | Coupe d'Europe | 37             | 3              |

### Internationales

#### Équipe d'Irlande des moins de 20 ans
James Ryan a disputé neuf matchs avec l'équipe d'Irlande des moins de 20 ans en une saison, prenant part à une édition du Tournoi des Six Nations des moins de 20 ans en 2016 et à une édition du Championnat du monde junior en 2016. Il a marqué deux essais, soit 10 points.

#### Équipe d'Irlande
Au 4 mars 2025, James Ryan compte 72 sélections en équipe d'Irlande pour 5 essais marqués, soit 25 points. Il a pris part à six éditions du Tournoi des Six Nations de 2018 à 2023 et à une édition de la Coupe du monde en 2019.

## Palmarès

### En province
- Leinster
  - Vainqueur de la Coupe d'Europe en 2018.
  - Vainqueur du Pro14/United Rugby Championship en 2018, 2019, 2020, 2021 et 2025.
  - Finaliste de la Coupe d'Europe en 2019, 2022, 2023 et 2024.

### En sélection nationale
- Irlande
  - Vainqueur du Tournoi des Six Nations en 2018 (Grand Chelem), 2023 (Grand Chelem) et 2024.

### Distinctions personnelles
- Membre de l'équipe type du Tournoi des Six Nations en 2023.